# Örjans Vall
Örjans Vall est un stade suédois se situant à Halmstad. Construit en 1922, il a une capacité d'accueil de 10 000 places. Il est inauguré par Gustave VI Adolphe de Suède, futur roi de Suède (1950-1973).

## Histoire
Ce stade accueille la Coupe du monde de football de 1958. Seuls deux matchs du premier tour sont joués sur ce terrain : Irlande du Nord-Tchécoslovaquie et Argentine-Irlande du Nord.
Il accueille aussi le Championnat d'Europe 2009 des moins de 21 ans. Trois matchs se déroulent sur ce terrain : Angleterre-Finlande, Allemagne-Finlande et Allemagne-Angleterre.
Deux clubs résident dans ce stade : le Halmstads BK (D1 suédoise) et le IS Halmia (D4 suédoise).